# Rock or Bust
A Rock or Bust az ausztrál AC/DC együttes tizenötödik nemzetközi és tizenhatodik ausztrál albuma, amely 2014 novemberében, a Columbia Records gondozásában jelent meg. A nagylemez 11 országban került az eladási listák élére köztük Ausztráliában, Kanadában, Franciaországban és Németországban is, de a Top 5-ben kezdett az Egyesült Királyságban és az Egyesült Államokban is. Világszerte hozzávetőlegesen 1,8 millió példányban kelt el. Az együttes legrövidebb stúdióanyaga, két perccel rövidebb, mint az 1983-as Flick of the Switch.

## Története
Ez az első AC/DC album az alapító ritmusgitáros Malcolm Young nélkül. 2014-ben erősítették meg kiválását az együttesből, mivel előrehaladott demenciában szenved, amely már a Black Ice World Touron megnehezítette a szereplését. Ugyan szokás szerint 2010-2014 között öccsével Angus Younggal közösen írtak minden számot, de az albumon már nem az ő játéka hallható, hanem az unokaöccséé, Stevie Youngé, aki már az 1988-as Blow Up Your Video World Touron helyettesítette, amikor az alkoholproblémái miatt nem tudott fellépni. Sokáig úgy tűnt, hogy ez az utolsó AC/DC-album, amin Cliff Williams basszusgitározik, mivel a zenész 2016 júliusában bejelentette visszavonulását.
Az album eredeti címe Man Down lett volna, de Brian Johnson szerint negatív fényt vetett volna Malcolm egészségi állapotára.
A változások még ezzel nem is értek véget. 2014. november 6-án Új-Zélandon letartóztatták Phil Rudd dobost kábítószer birtoklásért és halálos fenyegetésért. Az együttes elzárkózott a történtektől és a 2015-ös koncertekre a The Razors Edge korszak dobosával Chris Slade-del mennek.
Az első kislemez, a Play Ball hivatalos bemutatkozása szeptember 27-én volt, a Major League Baseball on TBS előzetesként, majd október 7-én vált elérhetővé iTunes Store-on. A második kislemez, a Rock or Bust klipjét október 4-én forgatták Londonban 500 rajongó előtt. Mindkét dal videójában Phil Rudd helyett Bob Richards játszik.
2015. február 8-án felléptek az 57. Grammy díjátadó gálán Los Angelesben.

## Az album dalai
Minden dalt Angus Young és Malcolm Young írt.
|     | Cím                          | Hossz |
| --- | ---------------------------- | ----- |
| 1.  | Rock or Bust                 | 3:03  |
| 2.  | Play Ball                    | 2:47  |
| 3.  | Rock the Blues Away          | 3:24  |
| 4.  | Miss Adventure               | 2:57  |
| 5.  | Dogs of War                  | 3:35  |
| 6.  | Got Some Rock & Roll Thunder | 3:22  |
| 7.  | Hard Times                   | 2:44  |
| 8.  | Baptism by Fire              | 3:30  |
| 9.  | Rock the House               | 2:42  |
| 10. | Sweet Candy                  | 3:09  |
| 11. | Emission Control             | 3:41  |

## Közreműködők
- Brian Johnson – ének
- Angus Young – szólógitár
- Malcolm Young – dalszöveg
- Stevie Young – ritmusgitár
- Cliff Williams – basszusgitár
- Phil Rudd – dob
- Chris Slade – dob

## Listás helyezések
| Lista (2014–15)                                                                   | Legjobb helyezés |
| --------------------------------------------------------------------------------- | ---------------- |
| Ausztrália (ARIA Top 50 Albums)                                                   | 1                |
| Ausztria (Ö3 Austria Top 40)                                                      | 1                |
| Belgium (Ultratop Flandria)                                                       | 1                |
| Belgium (Ultratop Vallónia)                                                       | 1                |
| Kanada (Billboard Canadian Albums Chart)                                          | 1                |
| Csehország (ČNS IFPI Albums Top 100)                                              | 3                |
| Dánia (Hitlisten Album Top 40)                                                    | 1                |
| Finnország (Musiikkituottajat Albumit Top 50)                                     | 1                |
| Franciaország (SNEP Album Top 100)                                                | 1                |
| Hollandia (Dutch Charts Album Top 100)                                            | 4                |
| Németország (Media Control Top 100 Album)                                         | 1                |
| Görögország (International Federation of the Phonographic Industry Top 75 Albums) | 20               |
| Magyarország (MAHASZ Top 40 albumlista)                                           | 5                |
| Írország (IRMA)                                                                   | 6                |
| Olaszország (FIMI Album Top 20)                                                   | 3                |
| Japán (Oricon)                                                                    | 2                |
| Új-Zéland (Recorded Music NZ Top 40 Albums)                                       | 2                |
| Norvégia (VG-lista Album Top 40)                                                  | 1                |
| Lengyelország (ZPAV Album Top 50)                                                 | 2                |
| Portugália (AFP Top 30 Albums)                                                    | 8                |
| Egyesült Királyság (Scottish Albums)                                              | 1                |
| Spanyolország (PROMUSICAE Top 100 Álbumes)                                        | 2                |
| Svédország (Sverigetopplistan Top 60 Albums)                                      | 1                |
| Svájc (Schweizer Hitparade Top 100 Albums)                                        | 1                |
| Egyesült Királyság (UK Albums Chart)                                              | 3                |
| USA Billboard 200                                                                 | 3                |